# Fama (mitologia)
Fama, em grego:  φήμη - transliterado phêmê, e do verbo φαναι - pnánaí, dizer ou propalar, significa inicialmente "o que é exposto, revelado" ou "voz pública" daí a divulgação, revelação, através da palavra ou de um sinal, trazendo a advertência dos deuses ou as mensagens de deus.

## Divindade
Divindade feminina do panteão greco-latino, incubida de divulgar toda a casta de notícias, quer elas emanassem dos deuses, quer dos homens. A princípio, esta função de mensageira pertencia a Ossa (Homero, Il. II, 93 ; Od., XVIV, 413) ou a Íris ( Homero, Il. II, 786-787). Em Hesíodo, porém já aparece como uma deusa (T. e D., 763-764) e Sófocles (Rei Édipo, 158) dá-a como filha da Esperança.
Contudo, foram os poetas latinos que trouxeram maior gama de informações. Virgílio a descreve como a mais veloz de todas as calamidades: monstro horrendo, mensageira tanto da calúnia como da verdade (En., IV, 173 e ss.), é ela quem propaga a notícia dos amores de Dido e Eneias.
Na qualidade de portadora de boas novas, é representada iconograficamente sob a  figura de uma mulher formosa a tocar trombeta. Como propagadora da mentira, identifica-se com a Calúnia, que Botticelli pintou com os traços de uma mulher velha, de rosto magro, semioculto sob o manto que lhe cobre a cabeça.

## Mitologia grega
Fama nasceu de Gaia, logo após os gigantes Céos e Encélado. Habitava no centro do mundo, nos confins da terra, do céu e do mar. No seu palácio sonoro, construído de bronze, com milhares de orifícios, captava tudo que se falava, por mais baixo que fosse e, amplificando-o, propalava-o de imediato. Cercada pela credulidade, o erro, a falsa alegria, o terror, e a sedição e os falsos boatos, Fama supervisionava o mundo inteiro. Na representação clássica, possuía múltiplos olhos e ouvidos, que tudo viam e ouviam e de outras tantas bocas para divulgar. Dotada de asas (o que denota uma divindade ctônica, ligada aos mortos) deslocava-se rapidamente, quando necessário, para qualquer parte do Cosmo com a intenção de averiguar a veracidade dos fatos ou propagá-los pessoalmente.

## Mitologia romana
Na mitologia romana é a divindade poética, mensageira de Júpiter, tendo sido afastada por ele para viver na companhia da Credulidade, do Erro, das falsas Alegrias, do Terror, da Discórdia e dos Boatos. Andava tanto a noite como durante o dia e sem conseguir calar-se, colocava-se sobre os lugares mais altos para levar ao público todo tipo de novidades, as falsas e as verdadeiras. Fama era representada pela figura de um ser alado, muito agitado e de feições assustadoras.

## Literatura clássica
Presente nas obras clássicas, Fama aparece inicialmente na Odisseia de Homero, como reputação personificada encontra-se em Plutarco, mas como divindade, agente e operante, Fama só se afirmaria no mito latino com Ovídio e sobretudo com Virgílio em sua obra Eneida. Andava de noite e de dia, apregoando constantemente as novas dos lugares altos (Virgílio, Eneida, 1. 4)

## Anjo
No tradição judaico-cristã, Fama deu lugar à figura dos anjos, seres alados protetores e portadores das mensagens de Deus. Na representação comum, os anjos geralmente têm asas de pássaro. Ao contrário de Fama, os anjos são donos de uma beleza delicada e de um forte brilho, e por vezes são representados como uma criança, por terem inocência e virtude. Os anjos são ainda figuras importantes em muitas outras tradições religiosas do passado e do presente, e o nome de "anjo" é dado amiúde indistintamente a todas as classes de seres celestes.